# Онжикур
Онжикур (фр. Angicourt) насеље је и општина у североисточној Француској у региону Пикардија, у департману Оаза која припада префектури Клермон.
По подацима из 2011. године у општини је живело 1574 становника, а густина насељености је износила 317,34 становника/km². Општина се простире на површини од 4,96 km². Налази се на средњој надморској висини од 60 метара (максималној 120 m, а минималној 38 m).

## Демографија
| 1962. | 1968. | 1975. | 1982. | 1990. | 1999. | 2011. |
| ----- | ----- | ----- | ----- | ----- | ----- | ----- |
| 571   | 969   | 1.363 | 1.495 | 1.538 | 1.525 | 1.574 |

График промене броја становника у току последњих година